# Verberie

Verberie este o comună în departamentul Oise, Franța. În 1 ianuarie 2022 avea o populație de 3.858 de locuitori.